# Việt Nam năm 2007
Trong năm 2007, Việt Nam có nhiều sự kiện chính trị, xã hội, văn hóa, thể thao, ngoại giao nổi bật. Về ngoại giao, Việt Nam đã trở thành thành viên thứ 150 của Tổ chức Thương mại Thế giới (WTO) vào ngày 11 tháng 1 sau một thời gian dài đám phán, và phê chuẩn Hiến chương ASEAN vào ngày 6 tháng 3. Về thể thao, đội tuyển bóng đá nam quốc gia đã có trận thắng trước đội tuyển Các Tiểu vương quốc Ả Rập Thống nhất vào ngày 8 tháng 7, cùng với đó là việc Đoàn thể thao Việt Nam tham dự kỳ Đại hội Thể thao Đông Nam Á 2007 tại Thái Lan. Bên cạnh đó, Việt Nam còn có nhiều sự việc khiến dư luận quan tâm. Dưới đây là các sự kiện đã diễn ra tại Việt Nam vào năm 2007.

## Đương nhiệm
| Ảnh | Vị trí            | Tên               |
| --- | ----------------- | ----------------- |
|     | Tổng bí thư       | Nông Đức Mạnh     |
|     | Chủ tịch nước     | Nguyễn Minh Triết |
|     | Thủ tướng         | Nguyễn Tấn Dũng   |
|     | Chủ tịch Quốc hội | Nguyễn Phú Trọng  |

## Sự kiện

### Tháng 1
- 11 tháng 1: Việt Nam chính thức trở thành thành viên của Tổ chức Thương mại Thế giới (WTO).[1]
- 25 tháng 1: 
  - Tổ chức phiên xét xử vụ án 8 cầu thủ của đội tuyển U-23 Việt Nam tham gia dàn xếp tỷ số tại môn bóng đá nam tại Đại hội Thể thao Đông Nam Á 2005.[2]
  - Thủ tướng Chính phủ Nguyễn Tấn Dũng trở thành nhà lãnh đạo cấp cao đầu tiên của Việt Nam gặp gỡ và hội đàm với người đứng đầu Giáo hội Công giáo La Mã. Thủ tướng Dũng đã gặp mặt Giáo hoàng Biển Đức XVI tại Thành Vatican.[3]

### Tháng 3
- 6 tháng 3: Chủ tịch nước Nguyễn Minh Triết ký phê chuẩn Hiến chương ASEAN.[4]
- 14 tháng 3: 
  - Một vụ bê bối học đường liên quan đến số tiền 47,800 đồng xảy ra tại huyện Châu Thành, tỉnh Đồng Tháp, khiến một học sinh 10 tuổi rơi vào trạng thái khủng hoảng tâm lý.[5]
  - Phó Thủ tướng, Bộ trưởng Ngoại giao Phạm Gia Khiêm đã ký và gửi thư phê chuẩn Hiến chương cho Tổng Thư ký ASEAN và Ngoại trưởng các nước thành viên ASEAN.[4]

### Tháng 4
- 1 tháng 4: Chung kết Đường lên đỉnh Olympia năm thứ 7, thí sinh Lê Viết Hà giành vị trí quán quân.[6][7]
- 28 tháng 4: Lực lượng chức năng đột kích vũ trường New Century tại phố Tràng Thi, Hà Nội, thu giữ hàng loạt các chất ma túy gây nghiện.[8]

### Tháng 5
- 5 tháng 5: Tổ chức Lễ trao giải Cánh diều năm 2006.

### Tháng 7
- 8 tháng 7: Đội tuyển bóng đá quốc gia Việt Nam bất ngờ giành chiến thắng với tỷ số 2–0 trước đội tuyển Các Tiểu vương quốc Ả Rập Thống nhất ở lượt trận thứ nhất tại bảng B của Cúp bóng đá châu Á 2007.[9]

### Tháng 8
- 26 tháng 8: Việt Nam đăng cai tổ chức ABU Robocon 2007 tại Thủ đô Hà Nội.

### Tháng 9
- 26 tháng 9:  Xảy ra vụ sập nhịp dẫn cầu đường tại tỉnh Vĩnh Long khiến 55 người thiệt mạng, 60 người bị thương và 1 người bị mất tích.[10]

### Tháng 10
- 4 tháng 10: Bão Lekima đổ bộ vào các tỉnh miền Trung Việt Nam, khiến nhiều người chết và mất tích và gây nhiều thiệt hại nặng nề.
- 11 tháng 10: Một đoạn clip dài 16 phút ghi lại cảnh sinh hoạt tình dục giữa nữ ca sĩ, diễn viên Hoàng Thùy Linh và Vũ Hoàng Việt (Việt Dart, bạn trai cũ) bị phát tán trên các nền tảng mạng xã hội gây rúng động dư luận cả nước,[11] đồng thời khiến cho bộ phim Nhật ký Vàng Anh bị dừng phát sóng vô thời hạn.[12]
- 16 tháng 10: Việt Nam được bầu vào Hội đồng Bảo an Liên hợp quốc nhiệm kỳ 2008-2009.[13]
- 25 tháng 10: 4 sinh viên đại học bị cơ quan chức năng bắt giữ vì đăng tải video của Hoàng Thùy Linh.[14]

### Tháng 11
- 30 tháng 11: Hãng hàng không Vietjet Air được thành lập, trở thành hãng hàng không tư nhân đầu tiên tại Việt Nam.[15]

### Tháng 12
- 1 tháng 12: Xảy ra liên tiếp các vụ bạo hành trẻ em gây bức xúc dư luận.[16]
- 9 tháng 12: Hàng trăm người dân tại Hà Nội và Thành phố Hồ Chí Minh tổ chức biểu tình để phản đối việc Trung Quốc thành lập thành phố Tam Sa.[17]
- 6 – 16 tháng 12: Đoàn thể thao Việt Nam tham dự Đại hội Thể thao Đông Nam Á 2007 tại thành phố Nakhon Ratchasima, Thái Lan.
- 15 tháng 12: 
  - Nghị định 32 của Chính phủ về việc bắt buộc người tham gia giao thông đường bộ đội mũ bảo hiểm chính thức có hiệu lực.
  - Một vụ tai nạn lao động xảy ra tại nhà máy thủy điện Bản Vẽ khiến 18 công nhân thiệt mạng.[18]
  - Chung kết Miss Audition 2007 tổ chức tại Hà Nội, Nguyễn Hương Ly đoạt ngôi vị quán quân.[19]
- 28 tháng 12: Siêu cúp bóng đá Việt Nam 2007: Câu lạc bộ Becamex Bình Dương giành chiến thắng với tỷ số 3–1 trước Đạm Phú Mỹ Nam Định và có lần đầu tiên đoạt danh hiệu Siêu cúp Quốc gia.[20]

## Thể thao
- Đội tuyển bóng đá quốc gia Việt Nam năm 2007
- Giải bóng đá Hạng Nhì Quốc gia 2007
- Giải bóng đá Cúp Quốc gia 2007
- Siêu cúp bóng đá Việt Nam 2006 (10 tháng 2 năm 2007)
- Giải bóng đá Hạng Nhất Quốc gia 2007
- Giải bóng đá Hạng Ba Quốc gia 2007
- Giải bóng đá nữ quốc tế KTV-Báo Thể Thao Việt Nam 2007
- Giải bóng đá nữ U18 quốc gia 2007
- Giải bóng đá nữ vô địch quốc gia 2007
- Giải bóng đá trong nhà vô địch quốc gia 2007
- Giải bóng đá U-21 Quốc gia 2007
- Giải bóng đá U17 Quốc gia Việt Nam 2007
- Giải bóng đá U19 quốc gia 2007
- Giải bóng đá U21 Quốc tế báo Thanh niên 2007
- Giải bóng đá vô địch quốc gia 2007
- Giải vô địch bóng đá U-20 Đông Nam Á 2007
- Siêu cúp bóng đá Việt Nam 2007
- Agribank Cup 2007

## Sinh
- 27 tháng 4: Nguyễn Lê Cẩm Hiền, vận động viên cờ vua
- 28 tháng 11: Trọng Nhân, vô địch Tìm kiếm tài năng: Vietnam's Got Talent (mùa 4)

## Mất
Xem: Mất năm 2007